# Предсједништво Српске Републике Босне и Херцеговине
Предсједништво Српске Републике Босне и Херцеговине је било трочлани шеф државе у Српској Републици Босни и Херцеговини.

## Историја
Према Уставу Српске Републике Босне и Херцеговине (1992) улогу шефа државе је имао предсједник Републике. Међутим, уставним законом је прописано да до избора предсједника Републике његову функцију обављају чланови Предсједништва Социјалистичке Републике Босне и Херцеговине српске националности изабрани на изборима 18. новембра 1990. Тако су вршиоци дужности предсједника били Биљана Плавшић и Никола Кољевић.
Предсједништво је званично формирано 12. маја 1992. усвајањем измјена и допуна уставног закона. Прописано је да до избора предсједника Републике његову функцију обавља Предсједништво од три члана које бира Скупштина српског народа у Босни и Херцеговини. За чланове су изабрани: др Радован Караџић, проф. др Биљана Плавшић и проф. др Никола Кољевић. За предсједника Предсједништва је изабран Радован Караџић.
Дана 12. августа 1992. промијењен му је назив у „Предсједништво Републике Српске“. Престало је постојати 17. децембра 1992. након што је Радован Караџић изабран за првог предсједника Републике Српске. Друга два члана, Биљана Плавшић и Никола Кољевић, постали су потпредсједници Републике.